# Гучашвили, Василий
Василий (Васо) Гучашвили (род. 25 января 1985, СССР) — грузинский футболист, нападающий.

## Карьера
Начинал свою карьеру в грузинской «ВИТ Джорджии». Весной 2007 года форвард находился на просмотре в российском клубе Первого дивизиона «Текстильщик-Телеком». В 2009 году в составе латвийского «Динабурга» принимал участие в квалификационном этапе Лиги Европы УЕФА. В начале 2010 года вместе с группой игроков клуба был условно дисквалифицирован на один год в матчах, результаты которых, по информации УЕФА, были договорными.
Позднее выступал за молдавские команды «Дачия» и «Зимбру». Завершил свою карьеру Гучашвили в «Колхети-1913», за который он провел пять матчей.

## Достижения
- Чемпион Молдавии (1): 2010/11.